# 南薩食鳥
南薩食鳥株式会社（なんさつしょくちょう）は、鹿児島県南九州市にある食品関連企業である。

## 沿革
- 1968年5月8日 会社設立

## 業務内容
- 食用鶏の加工。

## 所在地
- 本社所在地
  - 鹿児島県南九州市知覧町郡3535
- 伊集院工場
  - 鹿児島県日置市伊集院町飯牟礼184-1
- 宮崎工場
  - 宮崎県児湯郡川南町大字平田3355-11

## 取扱商品
- チーズインカツ
- タタキ・モモ・ムネセット
- 種鳥モモ・ムネセットほか